# Thorald Jerichau
Thorald Harald Adolph Carol Lorentz Jerichau, född 1 november 1848 i Köpenhamn, död 24 december 1909 i Kristiania, var en dansk tonsättare. Han var son till Jens Adolf Jerichau och Elisabeth Jerichau Baumann.
Jerichau utbildade sig till organist hos Gustav Merkel i Dresden och Gottfred Matthison-Hansen. Han blev organist i Assens 1881, i Horsens 1885 och reste senare till USA (där han var organist i Baltimore), Ostindien och Tyskland, där han gav orgelkonserter, tills han slutligen återvände till Danmark. Bland hans kompositioner märks Jule-Festspil. Från hans hand föreligger ett förslag till en reform av notskriften i ett trelinjigt notsystem (i "Zeitschrift der Internationalen Musikgesellschaft", VI, 1905).